# Melchior de Vogüé

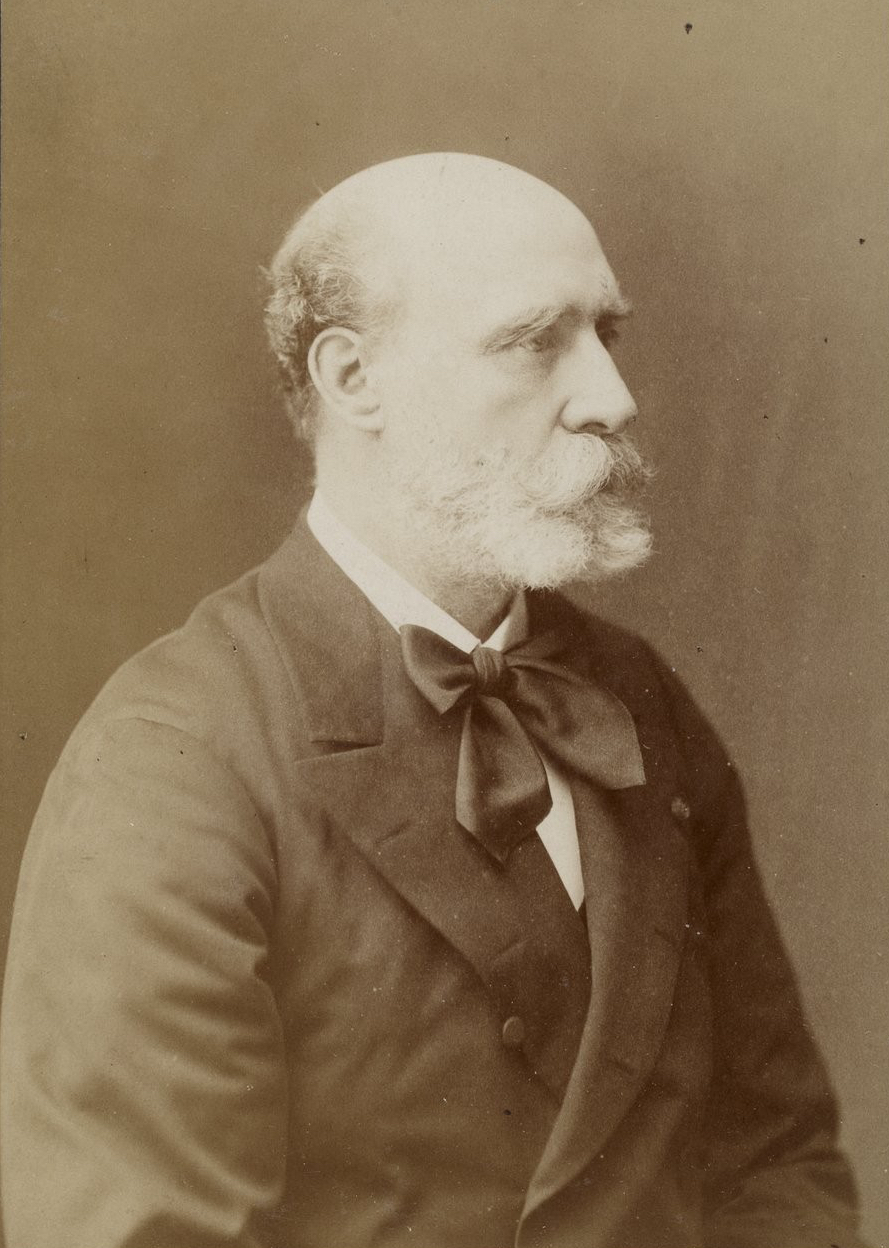
Melchior de Vogüé, 1883

Charles-Jean-Melchior, Graf (später Marquis) de Vogüé (* 18. Oktober 1829 in Paris; † 10. November 1916 ebenda), war ein französischer Diplomat und Archäologe.

## Leben
Melchior de Vogüé war ein Sohn des Marquis Léonce de Vogüé und seiner Ehefrau Henriette de Machault d’Arnouville. Nach Absolvierung der École spéciale militaire de Saint-Cyr und der École polytechnique wurde Melchior de Vogüé durch den Außenminister Alexis de Tocqueville 1849 zum Attaché der französischen Botschaft in Sankt Petersburg ernannt. Alexandre Dumas berichtet, er habe sich während einer Jagd einem Bären entgegengeworfen und dadurch das Leben eines Moujik, wie die leibeigenen Bauern genannt wurden, gerettet.
1855 heiratete er seine Cousine 1. Grades Adélaïde Marguerite de Vogüé, Tochter Charles Louis de Vogüés, mit der er zwei Töchter hatte, nämlich Marie-Caroline (1856–1910) und Marthe (1860–1923). In zweiter Ehe heiratete er 1866 Béatrix Claire des Monstiers-Mérinville, mit der er zwei Söhne hatte: Louis Antoine Melchior (1868–1948) und Adalbert.
Anlässlich der Verhaftung seines Vaters, der zu dieser Zeit Deputierter war, im Jahr 1852 im Zusammenhang mit dem Staatsstreich vom 2. Dezember 1851, trat Melchior von seinen diplomatischen Verpflichtungen zurück und befasste sich nur noch mit archäologischen und historischen Themenkreisen. Er stellte Untersuchungen in Syrien und Palästina in den Jahren 1853 und 1854 an. In Safed interessierte er sich auch für das schwierige Leben der Juden in der Gegenwart.
1868 wurde er zum freien Mitglied der Académie des inscriptions et belles-lettres gewählt. Er arbeitete an verschiedenen Fachzeitschriften, wie der Revue archéologique, der Revue numismatique, dem Journal asiatique oder dem Bulletin de la société nationale des antiquaires de France mit. Zu seinen Veröffentlichungen zählten Les églises de la Terre Sainte (1860), Le Temple de Jérusalem (1864), La Syrie Centrale (1865–1877).
Der Staatspräsident Adolphe Thiers ernannte ihn 1871 zum Botschafter in  Konstantinopel, von 1875 bis 1879 war er Botschafter in Wien. Nachdem Mac Mahon am 30. Januar 1879 seinen Rücktritt eingereicht hatte, verzichtete er erneut auf alle diplomatischen Ämter und kümmerte sich wieder um seine wissenschaftlichen Interessen, aber auch um seine karitativen Aufgaben sowie um sein Eigentum, befasste sich aber auch mit dem Maréchal de Villars und der Epoche Ludwigs XIV. und der Geschichte seiner Familie im Vivarais.
Vor allem Syrien und das Heilige Land, aber auch Zypern bereiste er, um dort Grabungen durchzuführen und Fundstücke nach Paris zu bringen. Auch zu diesem Themenkreis veröffentlichte er zahlreiche Beiträge, ebenso wie über Palmyra, Karthago und zur Numismatik. Auch vor dem Hintergrund seiner diplomatischen Mission in Russland entstanden zwei Publikationen. Zuletzt befasste er sich mit Jerusalem.
Melchior de Vogüé betrieb eine Reihe karitativer und katholischer Unternehmungen, wie das Office central des œuvres charitables, das Œuvre de la propagation de la foi, das Œuvre des écoles d’Orient, aber auch die Société de secours aux blessés militaires, wobei er bei letzter Organisation zu den Gründungsmitgliedern zählte und 1904 deren Präsident wurde. Auf seine Initiative gehen die drei Organisationen zurück, aus denen das Croix-Rouge française hervorging, dessen Präsident er von 1903 bis 1916 war.
Ab 1877 leitete er die Zeitschrift Le Correspondant. Beim Tod seines Vaters am 25. Juni 1877 nahm er den Titel Marquis de Vogüé an. Wie dieser nahm er auch den Vorsitz der Société des agriculteurs de France ab 1896 wahr. In dieser Eigenschaft war er maßgeblich an der Errichtung von Schutzzöllen für die französische Landwirtschaft beteiligt.

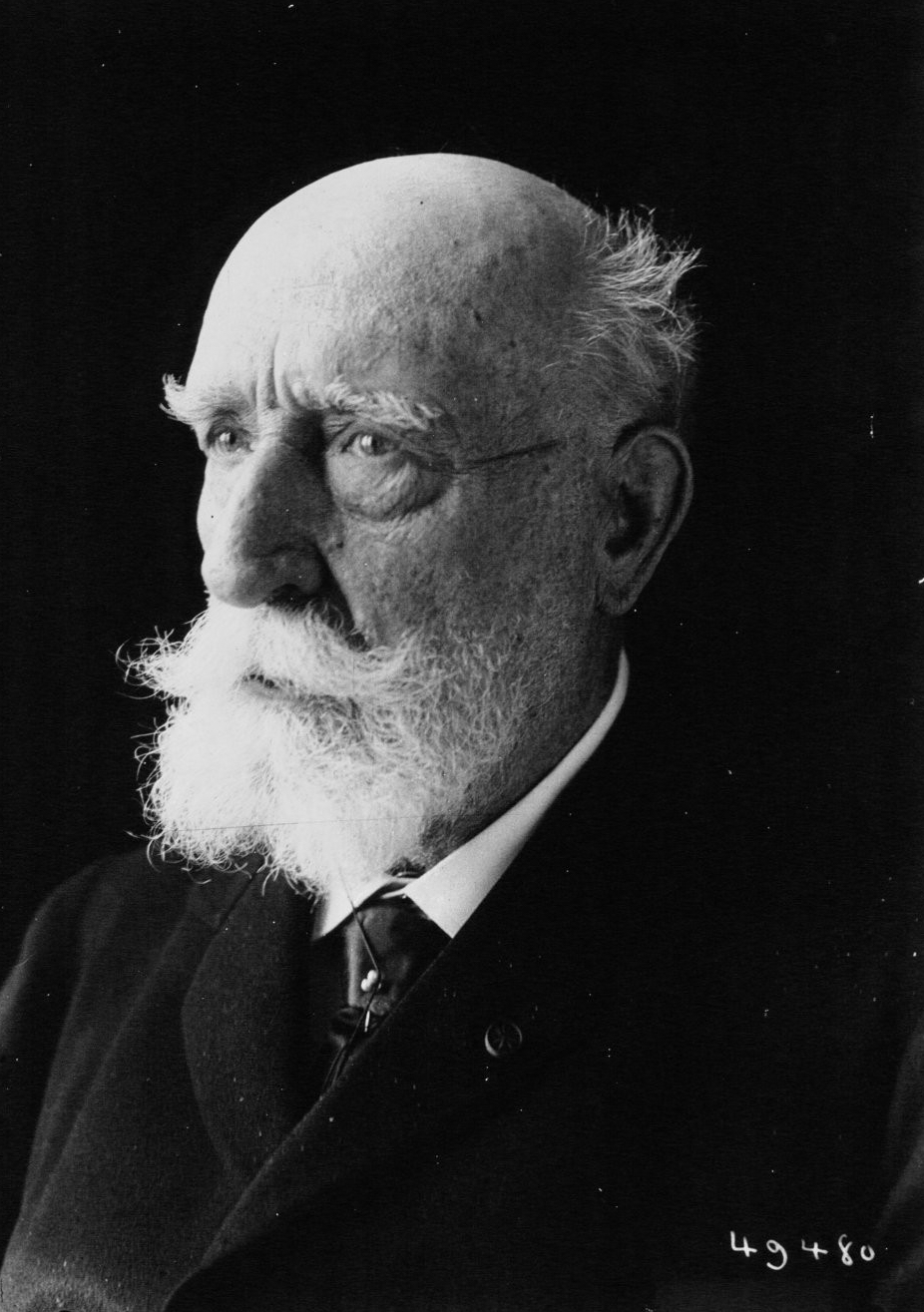
Melchior de Vogüé, porträtiert 1914

Ab 1893 war er Verwalter der Compagnie des Glaces et Produits chimiques von Saint-Gobain und wurde 1901 deren Präsident. Als Dreyfus-Gegner war er um die Jahrhundertwende Mitglied der antidreyfusardischen Bewegung Ligue de la patrie française. 1901 wurde er in die Académie française aufgenommen; 1908 wurde er korrespondierendes Mitglied der Bayerischen Akademie der Wissenschaften.